# Mässcentrum

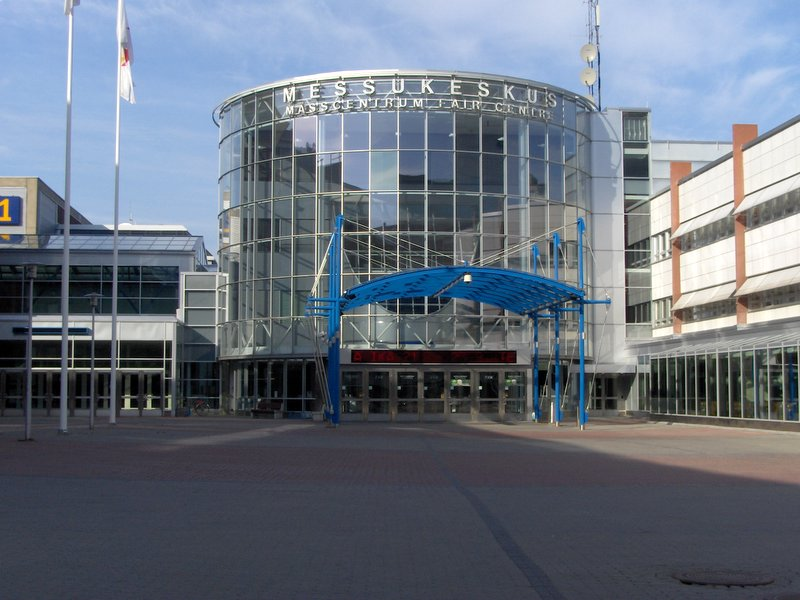
Mässcentrums södra ingång.

Mässcentrum (fi. Messukeskus) är Finlands största mäss-, mötes- och konferenscenter. Det ligger i Helsingfors nära Böle järnvägsstation i stadsdelen Östra Böle. Mässcentrum färdigställdes 1975 och ersatte Mässhallen i Tölö.